# Heliangelus regalis
Colibri-real ou helianjo-azul (Heliangelus regalis) é uma espécie de ave da família Trochilidae (beija-flores).
Apenas pode ser encontrada no seguinte país: Peru.
Os seus habitats naturais são: regiões subtropicais ou tropicais húmidas de alta altitude e matagal tropical ou subtropical de alta altitude.
Está ameaçada por perda de habitat.